# Wapen van Malmedy

Wapen van Malmedy

Het wapen van Malmedy is het gemeentelijke wapen van de Belgische gemeente Malmedy, gelegen in de provincie Luik. Het wapen werd in 1926 erkend en in 1990 bevestigd in gebruik.

## Geschiedenis
Malmedy had in de 9e eeuw Sint-Quirinus als heilige. Hierdoor verscheen hij ook op zegels als symbool. Op de zegels staat hij afgebeeld terwijl hij op een monster staat. In plaats van de heilige met het door hem overwonnen monster, of een draak, wordt alleen de draak op het schild getoond. Malmedy gebruikte als stad dit wapen en het werd op 19 augustus 1926 officieel erkend.
In 1977 werden bij Malmedy de gemeenten Bellevaux-Ligneuville en Bevercé gevoegd, waarna de gemeente op 9 september 1980 het wapen in gebruik bevestigd kreeg.

## Blazoening
De blazoenering van het eerste wapen uit 1926 luidt als volgt:
D'or à un dragon de sable sur une terasse isolée de sinople. L'écu posé sur une épée d'argent garnie d'or, la pointe en bas, et une crosse d'or, passdes en sautoir, et sommé d'une mitre du même.
Van goud een draak van sabel op een los terras van sinopel. Het schild is geplaatst voor een zilveren zwaard gevest van goud, met de punt naar beneden, en een bisschopsstaf van goud kruislings geplaatst, en getopt met een mijter van hetzelfde.
De tweede omschrijving van het wapen luidt als volgt:
D'or à un dragon de sable sur un tertre de sinople. L'écu posé sur une épée d'argent garnie d'or, la pointe en bas, et une crosse d'or passées en sautoir, et sommé d'une mitre du même. 
Van goud een draak van sabel op een terras van sinopel. Het schild is geplaatst voor een zilveren kruis gevest van goud, met de punt naar beneden, en een bisschopsstaf van goud kruislings geplaatst, en getopt met een mijter van hetzelfde.
De heraldische kleuren zijn goud (geel), sabel (zwart), sinopel (groen) en zilver (wit). Het wapen heeft geen schildhouders en in plaats van een kroon een mijter.